# Moisés Moleiro (Komponist)
Moisés Moleiro (* 1904 in Zaraza, Guárico; † 1979) war ein venezolanischer Komponist und Pianist.

## Leben und Wirken
Moleiro bildete sich weitgehend autodidaktisch aus, lediglich zwischen 1924 und 1927 studierte er Klavier bei Salvador Llamozas. Er gehörte zu den Gründungsmitgliedern des Orfeón Lamas und des Orquesta Sinfónica Venezuela und gründete mit Juan Bautista Plaza, Vicente Emilio Sojo und José Antonio Calcaño die Escuela Nacionalista Musical en Venezuela. Über vierzig Jahre wirkte er als Professor für Klavier und Musiktheorie an der Escuela de Música y Declamación.
Moleiros Bruder war der Schriftsteller Rodolfo Moleiro. Seine Kinder sind der Politiker und Historiker Moisés Moleiro, der Schriftsteller Federico Moleiro und die Pianistin Carmencita Moleiro.

## Werke
- Campanas (1930)
- Pastorela (1931)
- Hacia la quimera (1931)
- Flor de mayo
- Coplas de campo en abril
- Mariposa de invierno
- El alba
- Siesta
- Compae Facundo (1933)
- Joropo